# Barbara Keyfitz
Pour les articles homonymes, voir Keyfitz.
Barbara Lee Keyfitz (née en 1944 à Ottawa) est une mathématicienne américano-canadienne, titulaire de la chaire Dr Charles Saltzer de mathématiques à l'université d'État de l'Ohio. Dans ses recherches, elle étudie des équations aux dérivées partielles non-linéaires et les lois de conservation associées.

## Carrière professionnelle
Keyfitz effectue ses études de premier cycle à l'Université de Toronto et a obtenu un doctorat en 1970 au Courant Institute of Mathematical Sciences de l'université de New York, sous la supervision de Peter Lax. Avant de prendre son poste actuel dans l'Ohio, elle a enseigné à l'université Columbia comme professeure assistante de 1970 à 1976, à l'Université de Princeton comme maître de conférences (Lecturer) de 1977 à 1979, à l'université d'État de l'Arizona d'abord comme professeure assistante (1979–1981) puis professeure associée (1981–1983), et l'université de Houston. À Houston, elle a été professeure titulaire de la chaire John et Rebecca Moores de mathématiques. Elle a aussi été directrice de l'Institut Fields de 2004 à 2008.
Elle a également été professeure invitée à l'université Nice-Sophia-Antipolis (1980), l'université Duke (1981), l'université de Californie à Berkeley (1982), l'université Jean-Monnet-Saint-Étienne (1988), l'Institute of Mathematics and its Applications (1989), l'université de Warwick (1989), l'Institut Fields à l'université de Waterloo (1993), l'université Brown (1999–2000), l'université chinoise de Hong Kong (2001) et au National Center for Theoretical Sciences Taiwan (2002).
Elle a été présidente de l'Association for Women in Mathematics, de 2005 à 2006 et, en 2011, elle est devenue présidente du Conseil international des mathématiques industrielles et appliquées.

## Publications
- Barbara Keyfitz Quinn : Time-Decreasing Functionals of Nonlinear Conservation Laws. Thèse (Ph. D.), New York University, 1970[5] ou Time-decreasing functionals of solutions of nonlinear equations exhibiting shock waves [6]
- Barbara Lee Keyfitz et Herbert C. Kranzer (éd): Nonstrictly hyperbolic conservation laws. Proceedings of an AMS Special Session held January 9–10, 1985 (= Contemporary mathematics, n°60). American Mathematical Society, Providence 1987,  (ISBN 0-8218-5069-5)
- Barbara Lee Keyfitz, Michael Shearer (éd): Nonlinear evolution equations that change type (IMA volumes in mathematics and its applications, n°27). Springer, Berlin 1990,  (ISBN 3-540-97353-2)

## Prix et distinctions
Keyfitz est la lauréate 2005 du prix Krieger-Nelson de la Société mathématique du Canada, en 2006 elle reçoit l'Esther Farfel Award de l'université de Houston, en 2011 elle est lauréate de la conférence Noether par l'Association for Women in Mathematics.
En 2012, elle est lauréate du Prix SIAM pour services rendus à la profession, ainsi que lauréate de la Conférence Sofia Kovalevskaïa décernée par la Society for Industrial and Applied Mathematics (SIAM) conjointement avec l'Association for Women in Mathematics (AWM).
En 2012, elle est devenue membre de l'American Mathematical Society. Elle est également membre de l'Association américaine pour l'avancement des sciences et de la Society for Industrial and Applied Mathematics, ainsi que de Sigma Xi à l'Université Cornell, de la Société mathématique du Canada et de la Canadian Applied and Industrial Mathematics Society.

## Vie privée
Keyfitz est la fille du démographe canadien Nathan Keyfitz (1913–2010) et de Beatrice (Orkin) Keyfitz (1913–2009). Elle est mariée avec le mathématicien Marty Golubitsky.